# Пер Вестерберг
Пер Вестерберг швед. Per Erik Gunnar Westerberg (нар. 2 серпня 1951, Нючепінг, Швеція) — шведський економіст та політик, спікер Риксдагу Швеції, де він є найстаршим членом парламенту від 1979 року.

## Біографія
- Вестерберг народився в Нючьопінгу та закінчив Стокгольмську школу економіки в 1974 році.
- З 1974 р. до 1977 р. Вестерберг працював у Saab-Scania в Седертелье (автомобільний підрозділ) в Нючьопінгу 1979–1991 рр.[2], став членом правління АТ Karl W. Олссон у 1974 р., головою CEWE Instrument AB 1984–1990 рр.[3] і Elwia AB з 1985 р..

Він був директором підприємства Агентство FFV з 1983 року, членом комітету управління живленням 1978–1982 рр., член кооперативу у 1980–1983 рр. тощо. Його родина зайнята сімейним бізнесом.
- У 1976–1978 рр. він був секретарем серед молоді й
- у 1978–1979 рр. політичним секретарем Партії поміркованих. У 1977 р. він став віце-головою повітового осередку Партії поміркованих Седерманланду і був секретарем Союзу Поміркованого молодіжної спільноти у 1977–1978 рр., а також головував у регіоні Нючьопінг у 1979 році.

- Від 1979 р. Пер Вестерберг є рядовим членом парламенту, а раніше
- у 1977–1978 рр. він був депутатом Риксдагу.
- У 1979–1982 рр. був кандидатом у члени Фінансового комітету.
- у 1979–1982 рр. (та у 1982–1985 рр.) в комітеті промисловості та торгівлі.
- Від 1985 р. — у комітеті з питань ринку праці.

Пер Вестерберг у даний час є найбільш давнім членом парламенту Швеції. Він також обіймав посаду Альдермана після загальних виборів 2006 р., раніше ніж був обраний на спікера.
Він також є найзаможнішим членом парламенту — приватний статок понад 200 мільйонів шведських крон (коло $30 млн дол. США на момент 2006 р.).
- У 1991–1994 рр. Вестерберг був міністром промисловості і торгівлі в уряді Швеції Карла Більдта.
- У 2003 р. він був обраний першим з трьох заступників Спікера Риксдагу, а
- 2 жовтня 2006 р. він був обраний спікером Риксдагу нової ліберально-консервативного більшості, перемігши чинного Б'єрна фон Сюдова (швед. Björn von Sydow)[6].
- 4 жовтня 2010 р. він був переобраний на посаду спікера Риксдагу[7].

## Особисте життя
Пер Вестерберг мешкає в Нючьопінгу з дружиною (лікар Ільва Вестерберг), від котрої він має чотирьох дітей. Його брат, Ларс Вестерберг — головний виконавчий директор компанії Autoliv.